# Single numer jeden w roku 2004 (Węgry)
2004 – szósty rok, w którym było prowadzone zestawienie najlepiej sprzedających się singli na Węgrzech. Lista była tworzona na podstawie wyników sprzedażowych w sklepach.

## Historia notowania
| Data publikacji | Utwór                       | Wykonawca             | Źródło |
| --------------- | --------------------------- | --------------------- | ------ |
| 29 grudnia      | „Szextárgy”                 | Tankcsapda            | [ 2 ]  |
| 5 stycznia      | „Szextárgy”                 | Tankcsapda            | [ 3 ]  |
| 12 stycznia     | „The Unnamed Feeling”       | Metallica             | [ 4 ]  |
| 19 stycznia     | „Szextárgy”                 | Tankcsapda            | [ 5 ]  |
| 26 stycznia     | „Szextárgy”                 | Tankcsapda            | [ 6 ]  |
| 2 lutego        | „Szextárgy”                 | Tankcsapda            | [ 7 ]  |
| 9 lutego        | „Toxic”                     | Britney Spears        | [ 8 ]  |
| 16 lutego       | „Toxic”                     | Britney Spears        | [ 9 ]  |
| 23 lutego       | „Úton”                      | Unique                | [ 10 ] |
| 1 marca         | „2000 év”                   | Draft                 | [ 11 ] |
| 8 marca         | „Toxic”                     | Britney Spears        | [ 12 ] |
| 15 marca        | „Toxic”                     | Britney Spears        | [ 13 ] |
| 22 marca        | „Toxic”                     | Britney Spears        | [ 14 ] |
| 29 marca        | „No More Lies”              | Iron Maiden           | [ 15 ] |
| 5 kwietnia      | „Szextárgy”                 | Tankcsapda            | [ 16 ] |
| 12 kwietnia     | „Szextárgy”                 | Tankcsapda            | [ 17 ] |
| 19 kwietnia     | „Híd a folyót”              | TNT & Adrien Szekeres | [ 18 ] |
| 26 kwietnia     | „Nemo”                      | Nightwish             | [ 19 ] |
| 3 maja          | „Nemo”                      | Nightwish             | [ 20 ] |
| 10 maja         | „Nemo”                      | Nightwish             | [ 21 ] |
| 24 maja         | „Nemo 2”                    | Nightwish             | [ 22 ] |
| 31 maja         | „Nemo 2”                    | Nightwish             | [ 23 ] |
| 7 czerwca       | „Nemo 2”                    | Nightwish             | [ 24 ] |
| 14 czerwca      | „Nemo 2”                    | Nightwish             | [ 25 ] |
| 21 czerwca      | „Szextárgy”                 | Tankcsapda            | [ 26 ] |
| 28 czerwca      | „Szextárgy”                 | Tankcsapda            | [ 27 ] |
| 5 lipca         | „Trick Me”                  | Kelis                 | [ 28 ] |
| 12 lipca        | „Everytime”                 | Britney Spears        | [ 29 ] |
| 19 lipca        | „Csak egy éjszaka volt”     | Ágnes Vanilla         | [ 30 ] |
| 26 lipca        | „Csak egy éjszaka volt”     | Ágnes Vanilla         | [ 31 ] |
| 2 sierpnia      | „Csak egy éjszaka volt”     | Ágnes Vanilla         | [ 32 ] |
| 9 sierpnia      | „Csak egy éjszaka volt”     | Ágnes Vanilla         | [ 33 ] |
| 16 sierpnia     | „Csak egy éjszaka volt”     | Ágnes Vanilla         | [ 34 ] |
| 23 sierpnia     | „Csak egy éjszaka volt”     | Ágnes Vanilla         | [ 35 ] |
| 30 sierpnia     | „Csak egy éjszaka volt”     | Ágnes Vanilla         | [ 36 ] |
| 6 września      | „Csak egy éjszaka volt”     | Ágnes Vanilla         | [ 37 ] |
| 13 września     | „Csak egy éjszaka volt”     | Ágnes Vanilla         | [ 38 ] |
| 20 września     | „Some Kind of Monster”      | Metallica             | [ 39 ] |
| 27 września     | „Csak egy éjszaka volt”     | Ágnes Vanilla         | [ 40 ] |
| 4 października  | „Csak egy éjszaka volt”     | Ágnes Vanilla         | [ 41 ] |
| 11 października | „Csak egy éjszaka volt”     | Ágnes Vanilla         | [ 42 ] |
| 18 października | „Csak egy éjszaka volt”     | Ágnes Vanilla         | [ 43 ] |
| 25 października | „Csak egy éjszaka volt”     | Ágnes Vanilla         | [ 44 ] |
| 1 listopada     | „Shake That”                | Scooter               | [ 45 ] |
| 8 listopada     | „Csak egy éjszaka volt”     | Ágnes Vanilla         | [ 46 ] |
| 15 listopada    | „Csak egy éjszaka volt”     | Ágnes Vanilla         | [ 47 ] |
| 22 listopada    | „Some Kind of Monster”      | Metallica             | [ 48 ] |
| 29 listopada    | „Trashed, Lost & Strungout” | Children of Bodom     | [ 49 ] |
| 6 grudnia       | „A körben”                  | Zorán                 | [ 50 ] |
| 13 grudnia      | „A körben”                  | Zorán                 | [ 51 ] |
| 20 grudnia      | „A körben”                  | Zorán                 | [ 52 ] |
| 27 grudnia      | „Elment az én rózsám”       | Balkan Fanatik        | [ 53 ] |